# 松坂隧道

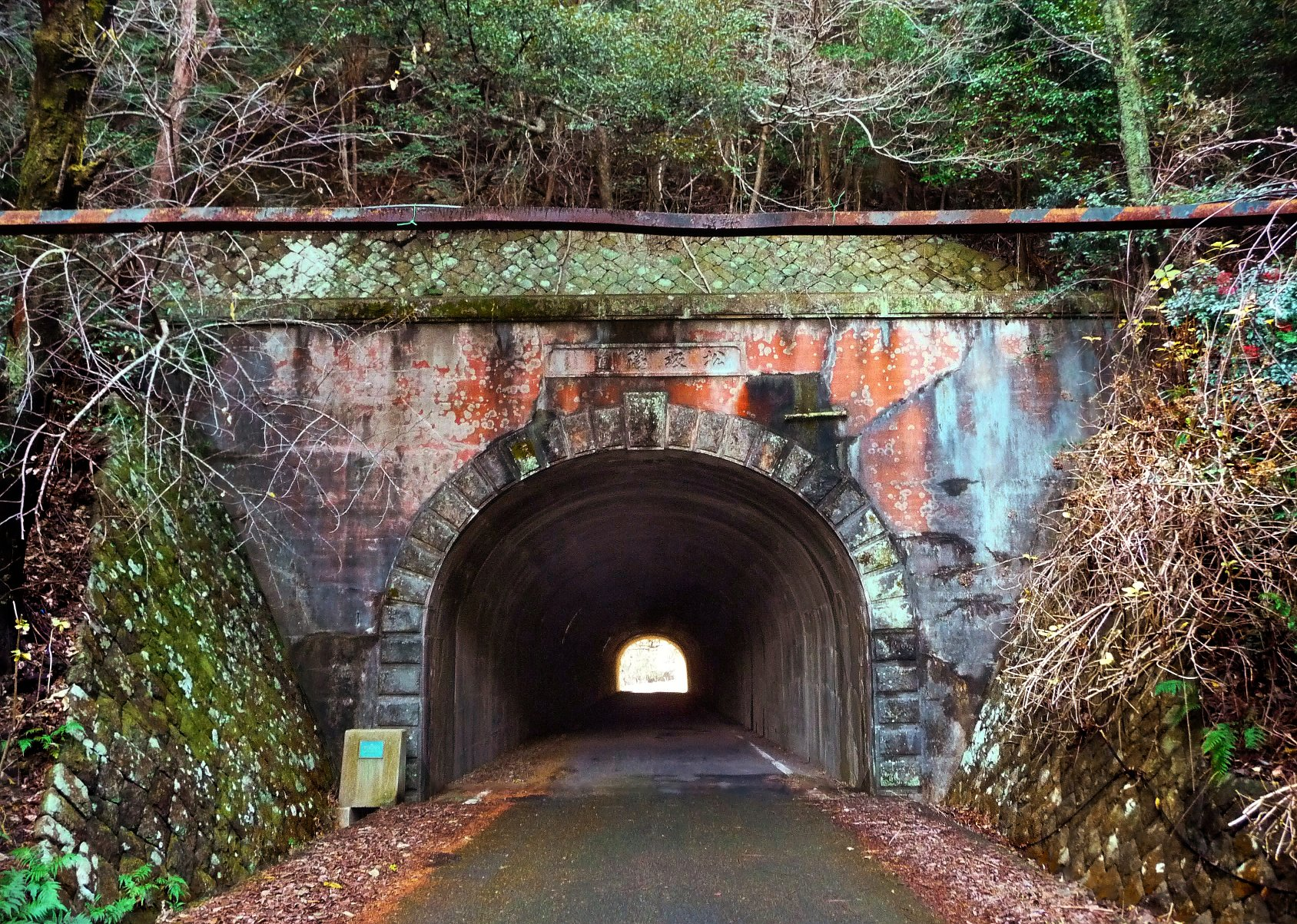
松坂隧道（登録有形文化財）

松坂隧道（まつさかずいどう）は、徳島県海部郡牟岐町大字内妻にあるトンネル。現場にてコンクリートを打ち込む工法を用いたトンネルとしては国内最古である。
牟岐町から浅川に至る約2里の工事区間にある隧道。
当時の工事期間は、大正3年度より施工に決定し、大正11年4月までの8年間。総工費293,716円。
就中、松坂トンネルは難工事とされ、大正9年起工、大正10年竣工。
工費は全線工事費の3分の1以上、11万円もかかったのである。
延長87ｍ、幅員約6ｍ、高さ5ｍの当時としては宏大なものである。
東西の入り口には、大津知事の筆になる「松坂隧道」「道通天地」の銘がある。